# Silene andarabica
Silene andarabica är en nejlikväxtart som beskrevs av D. Podlech. Silene andarabica ingår i släktet glimmar, och familjen nejlikväxter. Inga underarter finns listade i Catalogue of Life.